# Universal Migrator Part 2: Flight of the Migrator
Universal Migrator Part 2: Flight of the Migrator è il quinto album in studio del gruppo musicale olandese Ayreon, pubblicato il 22 maggio 2000 dalla Transmission Records.

## Concezione
Come deducibile dal titolo, l'album è la seconda parte del concept The Universal Migrator e riprende la narrazione della storia dell'ultimo uomo sopravvissuto su Marte da dove si era interrotta nella prima parte.
Le due parti del concept sono state pubblicate separatamente nel 2000. Tale scelta è stata adottata, a detta di Arjen Anthony Lucassen, per accontentare entrambe le sue due schiere di fan: una prevalentemente metal ed una più progressive. Questa seconda parte del concept è infatti caratterizzata da sonorità cupe e dure, prevalentemente progressive metal, diversamente dalla prima parte, dominata da sonorità più morbide e melodiche, con forti richiami ai Pink Floyd. Una riedizione comprensiva di entrambi gli album in singola custodia è stata pubblicata in seguito nel 2004.

## Trama
In The Universal Migrator Part 2: Flight of the Migrator continua la storia dell'ultimo colonizzatore sopravvissuto su Marte, dal momento in cui decide di avventurarsi, tramite una macchina denominata Dream Sequencer, nel periodo antecedente alla creazione dell'universo, quando non vi era nient'altro che caos.
Egli così assiste al big bang ed alla creazione del Universal Migrator, ossia la prima anima dell'universo. In seguito, Universal Migrator si divide in diverse nuove anime, ciascuna delle quali va alla ricerca di un pianeta sul quale risiedere.
Grazie al Dream Sequencer, il colonizzatore segue l'anima diretta sulla terra. Durante il lungo viaggio nello spazio, egli ha la possibilità di osservare i vari fenomeni astronomici, quali i quasar, le pulsar, le supernova, i buchi neri e i wormhole. Alla fine riesce a entrare nel sistema solare, ma il Dream Sequencer va in sovraccarico. Il colonizzatore si era avventurato troppo lontano nel passato.
Il Dream Sequencer prova disperatamente a risvegliare il colonizzatore dal suo profondo stato di ipnosi, ma è troppo tardi ed egli muore nella macchina. Quest'ultima comunica infine con la coscienza del colonizzatore, dicendogli di svegliarsi poiché lui è il nuovo Migrator.

## Tracce
Testi e musiche di Arjen Anthony Lucassen.
1. Chaos – 5:10
2. Dawn of a Million Souls – 7:45
3. Journey on the Waves of Time – 5:47
4. To the Quasar – 8:42
5. Into the Black Hole – 10:25
6. Through the Wormhole – 6:05
7. Out of the White Hole – 7:11
8. To the Solar System – 6:11
9. The New Migrator – 8:15

## Formazione
Musicisti
- Arjen Anthony Lucassen – chitarra elettrica e acustica, basso, sintetizzatore analogico, mellotron, Hammond, tastiera aggiuntiva, assolo di chitarra (tracce 4, 5, 7, 8 e 9)
- Erik Norlander – sintetizzatore analogico, vocoder, Taurus Pedal, Hammond, tastiera aggiuntiva, assolo di tastiera (tracce 1, 4, 5 e 7), assolo di Hammond (traccia 3)
- Ed Warby – batteria
- Lana Lane – voce narrante (traccia 1), cori (tracce 4, 5, 6 e 9)
- Russel Allen – voce (traccia 2)
- Damian Wilson – cori (traccia 2)
- Michael Romeo – assolo di chitarra (traccia 2)
- Ralf Scheepers – voce (traccia 3)
- Andi Deris – voce (traccia 4)
- Oscar Holleman – secondo assolo di chitarra (traccia 4)
- Rene Merkelbach – assolo finale di tastiera (traccia 4)
- Bruce Dickinson – voce (traccia 5)
- Clive Nolan – secondo assolo di sintetizzatore (traccia 5)
- Fabio Lione – voce (traccia 6)
- Gary Wehrkamp – assoli di chitarra e tastiera (traccia 6)
- Timo Kotipelto – voce (traccia 7)
- Robert Soeterboek – voce (traccia 8), melodia vocale (traccia 8A)
- Ian Parry – voce (traccia 9)
- Keiko Kumagai – assolo di tastiera e Hammond (traccia 9)

Produzione
- Arjen Lucassen – produzione, missaggio
- Oscar Holleman – missaggio
- Stephen van Haestregt – assistenza tecnica
- Peter Van 't Riet – mastering